# Naftochinon
Zasugerowano, aby ten artykuł podzielić na różne artykuły – 1,2-Naftochinon, 1,4-Naftochinon, 2,6-Naftochinon.
Naftochinon – organiczny związek chemiczny, diketonowa pochodna naftalenu z grupy chinonów zawierająca w cząsteczce 2 grupy ketonowe C=O. Występuje u bakterii, grzybów i roślin wyższych. Stosowany jest m.in. do produkcji antrachinonu oraz jako przeciwutleniacz. Pochodnymi naftochinonu są formy witaminy K (metylonaftochinony) oraz juglon związek allelochemiczny z różnych gatunków orzecha (Juglans) oraz droseron związek występujący w częściach podziemnych rosiczek.
Występuje teoretycznie w sześciu odmianach izomerycznych. Poznano trzy izomery naftochinonu:
- 1,4-naftochinon (α-naftochinon, para-naftochinin), to żółta lub (brązowo-zielona) krystaliczna substancja o ostrym zapachu topniejąca w temperaturze: 120–128 °C, jest stosowany jako regulator w procesie polimeryzacji (np. w syntezie kauczuku i żywic), ponadto stosowany jako półprodukt do otrzymywania żółtych barwników kadziowych;
- 1,2-naftochinon (β-naftochinon, orto-naftochinon), tworzy czerwone igły o temperaturze topnienia 115–120 °C; nierozpuszczalne w wodzie, rozpuszczalne w alkoholu etylowym;
- 2,6-naftochinon (amfi-naftochinon), to żółtoczerwone płytki.